# Andreas von Hesse

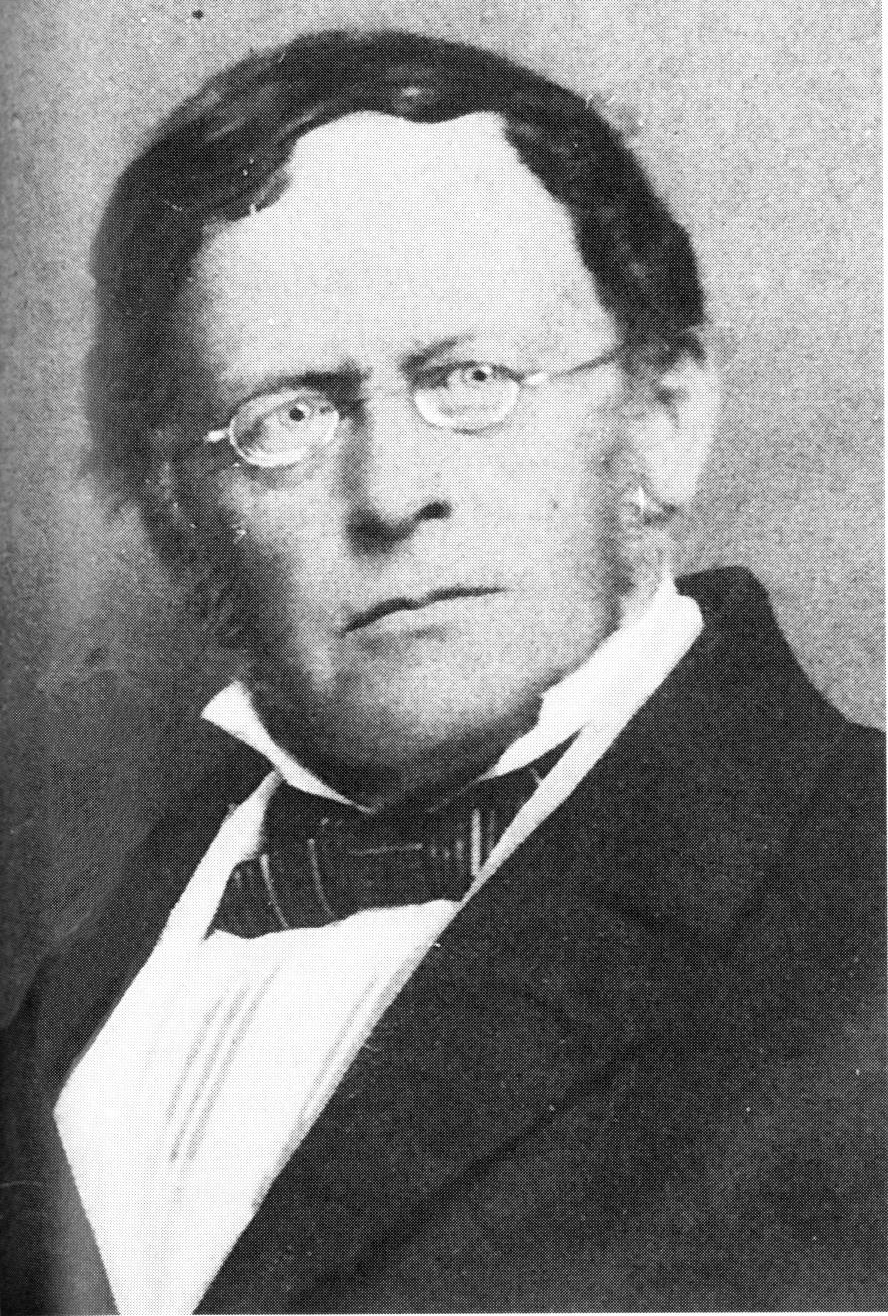
Andreas von Hesse

Andreas Wilhelm Hesse (ab 1853: von Hesse) (* 10. Dezember 1793 in Darmstadt; † 21. März 1868 ebenda) war ein hessischer Richter und Politiker und Abgeordneter der 1. und 2. Kammer der Landstände des Großherzogtums Hessen.

## Familie
Andreas Hesse war der Sohn des fürstlichen Hofkammersekretärs Andreas Heinrich Ernst Hesse (1754–1795) und dessen Frau Albertine Margarethe geborene Dietz (1769–1826).
Er heiratete am 10. Mai 1822 in erster Ehe Friederike Philippine Auguste geborene Schwaner (1802–1842). Das Paar hatte mehrere Kinder:
- Albert Karl Ludwig (* 27. Juli 1824; † 15. Juni 1889), Oberlandgerichtspräsident ⚭ 1858 Charlotte Sophie Auguste Anna Siegfrieden (* 14. Januar 1840)
- Christian Ludwig (* 3. September 1825; † März 1898), Anwalt und Notar in New York ⚭ Emily MacKaye (* 26. Dezember 1840)
- Ludwig Heinrich (* 19. April 1827; † 23. März 1895), preußischer Generalmajor

⚭ 1851 Mathilde Schulz (* 5. Oktober 1828; † 4. November 1869)
⚭ 1871 Freiin Marie Wilhelmine von Senarclens-Grancy (* 9. Juni 1840; † 6. Juli 1908)
- Friedrich August Wilhelm (* 31. Oktober 1832; † 30. Oktober 1894), Großherzoglich-Hessischer Medizinalrat, Hofarzt

⚭ 1863 Anna Maria Christiane Eleonore Engelbach (* 23. Juni 1843; † 11. April 1864)
⚭ 1867 Freiin Konstanze Ferdinande Henriette Luise von Normann (* 27. Februar 1841)
Er heiratete am 19. August 1843 in zweiter Ehe Anna Maria geborene Langen, die Schwester von Friedrich Theodor Langen.

## Ausbildung und Beruf
Hesse studierte an der Universität Gießen Rechtswissenschaften, schloss das Studium mit der Promotion zur Dr. jur. ab und wurde Hofgerichtsadvokat am Hofgericht Darmstadt. 1821 wurde er Assessor am Stadtgericht Darmstadt und 1830 Hofgerichtsrat in Darmstadt. 1836 wurde er Rat am Ober-Appellations- und Kassationsgericht, wo er 1855 Direktor und 1857 Präsident wurde und bis zu seinem Tod blieb. 1842 wurde er zusätzlich Ergänzungsrichter des Oberkriegsgerichtes. Am 11. Juni 1853 wurde er in den Adelsstand erhoben. 1854 erhielt er den Titel eines Geheimrats.

## Politik
1835 bis 1849 wurde Hesse für den Wahlbezirk Starkenburg 11/Umstadt in die Zweite Kammer der Landstände gewählt. 1846 bis 1849 war er Präsident der Kammer. 1848 war er Mitglied des Vorparlaments. 1850 wurde er Mitglied im Erfurter Staatenhaus. 1851 wurde er vom Großherzog zum lebenslangen Mitglied der ersten hessischen Kammer ernannt. Er vertrat liberal/konservative Positionen.